# Рио-Гранде (муниципалитет)
Рио-Гранде (исп. Río Grande) — город и муниципалитет в Мексике, входит в штат Сакатекас. Население 59 851 человек.

## История
Город основан в 1918 году.

## Известные уроженцы
- Серхио Сантана — мексиканский футболист